# Susanne Åkesson
Karin Susanne Åkesson, född 17 oktober 1964 i Östhammar, är professor i zoologisk ekologi vid Lunds universitet. 
Sedan 2008 är Susanne Åkesson koordinator för Centrum för migrationsbiologi (Centre for Animal Movement Research, CAnMove) vid Lunds universitet finansierat av Vetenskapsrådet och Lunds universitet. Susanne Åkessons forskning handlar om djurs flyttningar och navigationsförmåga. Susanne Åkesson utnämndes till Fellow of the Royal Institute of Navigation, London 2005. Hon är en av experterna i Naturmorgons expertpanel sedan 2002.

## Priser, utmärkelser
- Augustpriset, årets facklitterära bok 2009 för Att överleva dagen, tillsammans med Brutus Östling
- Ig Nobelpriset i fysik 2016